# Limbochromis robertsi
Limbochromis robertsi – endemiczny gatunek ryby okoniokształtnej z rodziny pielęgnicowatych (Cichlidae). Jedyny przedstawiciel rodzaju Limbochromis.

## Występowanie
Ciepłe wody o temperaturze 22–25 °C na terenie Ghany w dorzeczu rzeki Pra.
Dorasta do 7–8 cm długości.

## Ochrona gatunku
Gatunek zagrożony wyginięciem z powodu działalności górniczej na obszarze dorzecza rzeki Pra i jej zatruwanie ściekami, związkami rtęci, arsenu, metalami ciężkimi.